# Рытов, Александр Иванович
Александр Иванович Рытов (1920—1944) — лётчик-штурмовик, капитан, командир эскадрильи 946-го штурмового авиационного полка 196-й штурмовой авиационной дивизии 4-го штурмового авиационного корпуса 16-й воздушной армии, Герой Советского Союза.

## Биография
Родился 22 октября 1920 года в деревне Жабино Ярославской губернии в крестьянской семье. Окончил Бурмакинскую семилетнюю школу. В 1936 году поступил в Рыбинский речной техникум, в свободное от учёбы время посещал занятия в Рыбинском аэроклубе. В 1940 году был призван в ряды РККА и направлен на обучение в Балашовское лётное училище. По окончании училища прошёл переподготовку на Ил-2.
С марта по май 1942 года служил на Северо-Западном фронте. Принимал участие в освобождении городов Великие Луки и Белый. Всего в ходе Демянской операции им совершено 48 боевых вылетов. Довольно скоро он занял должность командира звена, а затем командира эскадрильи.
С июля по август 1944 года в ходе боёв на 1-м Белорусском фронте эскадрилья Рытова выполнила 63 боевых вылета.
Погиб 10 октября 1944 года от разрыва снаряда в салоне самолёта. Обломки Ил-2 Рытова и останки экипажа были найдены советскими бойцами позже — 27 октября — в районе села Тлущ. Был похоронен в деревне Лясы на берегу реки Нарев.
Звание Героя Советского Союза присвоено 23 февраля 1945 года посмертно.
В марте 1950 года останки Рытова были перезахоронены на кладбище советских воинов в Макув-Мазовецки.

## Эпизоды боевой работы
24.06.1944 года: удар по наземным целям:

В первый день наступления в операции по освобождению Белоруссии группа Ил-2 946-го штурмового авиационного полка (196-я шад, 4-й шак, 16-я ВА) во главе со старшим лейтенантом А. И. Рытовым была атакована над целью в районе Рогачёва истребителями противника.

Штурмовики быстро перестроились в круг и, продолжая штурмовать цель, отбивали атаки немецких истребителей. Самолёт, в экипаже которого был воздушный стрелок старший сержант М. И. Костюковский, при выходе из пикирования был атакован двумя «Фокке-Вульфами». Костюковский не растерялся и, умело владея своим оружием, прицельным огнём сбил одного истребителя противника.
Штурмовики отлично выполнили боевое задание и вернулись на свой аэродром без потерь.

## Память
- Навечно зачислен в списки части.
- Его имя высечено на памятнике в Рыбинске на Аллее Славы.
- Его бюст установлен на территории Авиационного комплекса им. С. В. Ильюшина в Москве.